# Football Club Igea Virtus Barcellona 2004-2005
Questa voce raccoglie le informazioni riguardanti  il Football Club Igea Virtus Barcellona nelle competizioni ufficiali della stagione 2004-2005.

## Rosa
| N. |                   | Ruolo | Calciatore         |
| -- | ----------------- | ----- | ------------------ |
| -  | Italia (bandiera) | D     | Giuseppe Alizzi    |
| -  | Italia (bandiera) | A     | Giovanni Amodeo    |
| -  | Italia (bandiera) | C     | Daniele Ancione    |
| -  | Italia (bandiera) | A     | Riccardo Ancione   |
| -  | Italia (bandiera) | A     | Antonio Berenato   |
| -  | Italia (bandiera) | C     | Vincenzo Bevo      |
| -  | Italia (bandiera) | A     | Emanuele Catania   |
| -  | Italia (bandiera) | A     | Vincenzo Cosa      |
| -  | Italia (bandiera) | C     | Francesco D'Anna   |
| -  | Italia (bandiera) | P     | Francesco Durante  |
| -  | Italia (bandiera) | C     | Francesco Esposito |
| -  | Italia (bandiera) | D     | Gianluca Esposito  |
| -  | Italia (bandiera) | D     | Raffaele Gambuzza  |
| -  | Italia (bandiera) | C     | Luigi Iacchetti    |

| N. |                   | Ruolo | Calciatore          |
| -- | ----------------- | ----- | ------------------- |
| -  | Italia (bandiera) | P     | Manolo Leacche      |
| -  | Italia (bandiera) | C     | Fabio Martino       |
| -  | Italia (bandiera) | C     | Santo Matinella     |
| -  | Italia (bandiera) | D     | Antonio Matrisciano |
| -  | Italia (bandiera) | C     | Salvatore Melfi     |
| -  | Italia (bandiera) | A     | Marco Miano         |
| -  | Italia (bandiera) | C     | Vasco Morelli       |
| -  | Italia (bandiera) | A     | Agostino Muratore   |
| -  | Italia (bandiera) | A     | Giovanni Ricciardo  |
| -  | Italia (bandiera) | D     | Mario Russo         |
| -  | Italia (bandiera) | D     | Salvatore Scrozzo   |
| -  | Italia (bandiera) | P     | Gabriele Spinetta   |
| -  | Italia (bandiera) | C     | Michele Trionfante  |